# Michelle Lee
Michelle Lee est une actrice et cascadeuse américaine, née le 2 août 1978 à Long Beach en Californie.

## Filmographie

### Actrice

#### Cinéma
- 2004 : Amour et Amnésie : une femme
- 2004 : Chicks with Sticks, Part 3 : la reine Démon
- 2005 : Chicks with Sticks: Live at the Grand Slam : la guerrière blanche
- 2006 : Toi et moi... et Dupree : l'agent de vérification des tickets hawaïenne
- 2006 : The Strange Case of Dr. Jekyll and Mr. Hyde : Kim Li
- 2007 : Pirates des Caraïbes : Jusqu'au bout du monde : Lian
- 2008 : Trailer Park of Terror : Miss China
- 2008 : Stiletto : la première Geisha
- 2009 : Blood and Bone : Shelly
- 2010 : Supreme Champion : Ming
- 2011 : ColdFusion : Ekaterina Demidrova
- 2012 : Revenge City : une policière
- 2015 : The Hunted : Serena
- 2017 : Check Point : Suzie
- 2018 : Venom
- 2018 : The Green Ghost : Song Shijin
- 2021 : Black Widow : Oksana
- 2021 : California Love : Lisa Yuen
- 2022 : A Cloud So High : Karina Ashleigh
- 2022 : Shades of Vengeance : Lexy

#### Télévision
- 2006 : Saurian : Chu
- 2006 : Numbers : Michelle Kim (1 épisode)
- 2007 : Moonlight : la serveuse de cocktails (1 épisode)
- 2009 : Les Experts : Manhattan : Jody Sun (1 épisode)
- 2010 : Les Experts : Desiree McQuire (1 épisode)
- 2011 : Supah Ninjas : Melody (1 épisode)
- 2012 : America's Most Wanted : Kavila jeune (1 épisode)
- 2013 : Mortal Kombat : Mileena (4 épisodes)
- 2013 : We Are Men : Jill (1 épisode)
- 2014 : Métal Hurlant Chronicles : Gas (1 épisode)
- 2014 : Switched : Phoebe (1 épisode)
- 2017 : Flynn Carson et les Nouveaux Aventuriers (1 épisode)
- 2018 : Altered Carbon : la combattante
- 2021 : Shadows House : Rosemary et Maryrose (5 épisodes)

#### Jeu vidéo
- 2007 : Pirates des Caraïbes : Jusqu'au bout du monde : Lian
- 2009 : UFC Undisputed 2009 : Arianny Celeste
- 2012 : Kinect Star Wars : Mavra Zane

### Cascadeuse
- 2007 : Pirates des Caraïbes : Jusqu'au bout du monde
- 2008 : Ninja Cheerleaders
- 2008 : Ninjas en guerre
- 2009 : Hyper Tension 2
- 2009 : Angel of Death
- 2009 : Ultimate Game
- 2009 : Clones
- 2009 : Mentalist : 1 épisode
- 2010 : Le Dernier Maître de l'air
- 2010 : A Lure: Teen Fight Club
- 2011 : Pirates des Caraïbes : La Fontaine de Jouvence
- 2012 : Biohazard 6
- 2013 : La Chute de la Maison-Blanche
- 2013 : Pacific Rim
- 2014 : The Last of Us: Left Behind
- 2015 : Mockingjay: Burn
- 2015 : Community : 1 épisode
- 2016 : Suicide Squad
- 2017 : Uncharted: The Lost Legacy
- 2018 : The Rookie : Le Flic de Los Angeles : 1 épisode
- 2021 : Real Talk
- 2022 : Umma
- 2022 : California Love
- 2022 : Chip 'n Dale: Rescue Rangers